# Fred: a show
A Fred (eredeti cím: Fred: The Show) egy amerikai televíziós sorozat. Amerikában először Nickelodeon vetítette 2011. január 16-tól 2012. augusztus 3-ig. A sorozatról 3 film is készült.

## Történet
Fred Figglehorn, a furcsa, és kicsit beképzelt fickó, akit Lucas Cruikshank talált ki, és alakít, aki eredetileg a YouTube-on szerepelt. Fred folyton furcsa és vicces helyzetekbe kanyarodik a saját őrűltsége miatt.

## Szereplők
- Lucas Cruikshank - Fred Figglehorn Magyar hang: Hamvas Dániel
- Daniella Monet - Berta (Később Jennette McCurdy játssza a szerepét)
- Jake Weary-Kevin Dawg
- Siobhan Fallon Hogan - Hilda Figglehorn
- Stephanie Courtney -Kevin anya

## Más országokban
| Nickelodeon | USA                           | 2012. január 16.    | 2012. február 20.   | Fred: The Show               | Fred: The Show | Fred: The Show | Fred: The Show | Fred: The Show |
| Nickelodeon | Mexikó · Brazília             | Nincs               | 2012. augusztus 4.  | El Show de Fred Fred: O Show |                |                |                |                |
| Nickelodeon | Fülöp-szigetek                | Nincs               | 2012. augusztus 9.  | Fred: The Show               |                |                |                |                |
| Nickelodeon | Ausztrália                    | Nincs               | 2012. augusztus 17. | Fred: The Show               |                |                |                |                |
| Nickelodeon | Egyesült Királyság · Írország | 2012. augusztus 12. | 2012. szeptember 7. | Fred: The Show               |                |                |                |                |
| Nickelodeon | Oroszország                   | Nincs               | 2012. november 12.  | Шоу Фреда                    |                |                |                |                |
| Nickelodeon | Hollandia                     | Nincs               | 2012. október 28.   | Fred: The Show               |                |                |                |                |

## Epizódok
| #   | Eredeti cím                     | Magyar cím              | Rendező          | Író                              | Eredeti premier    | Magyar premier     | Gyártási kód |
| --- | ------------------------------- | ----------------------- | ---------------- | -------------------------------- | ------------------ | ------------------ | ------------ |
| 1.  | Love Potion                     | Szerelmi Bájital        | Jonathan Judge   | Lanny Horn és Josh Silverstein   | 2012. január 16.   | 2012. december 10. | 101          |
| 2.  | Evil Fred                       | Gonosz Fred             | Jonathan Judge   | Drew Hancock                     | 2012. február 20.  | 2012. december 14. | 105          |
| 3.  | Evil Fred                       | Gonosz Fred             | Jonathan Judge   | Drew Hancock                     | 2012. február 20.  | 2012. december 17. | 106          |
| 4.  | Fred the Teen Sitter            | Bébicsősz               | Jonathan Judge   | Josh Herman és Adam Schwartz     | 2012. február 24.  | 2012. december 12. | 103          |
| 5.  | The Expired Cow                 | Lejárt Tehén            | Jonathan Judge   | Drew Hancock                     | 2012. február 24.  | 2012. december 11. | 102          |
| 6.  | Driver's Fred                   | A Volán mestere         | Dave Payne       | Lanny Horn és Josh Sliverstein   | 2012. március 2.   | 2012. december 13. | 104          |
| 7.  | Lemon Fred                      | Citrom Fred             | Dave Payne       | Jimmy Hibbert                    | 2012. március 2.   | 2012. december 18. | 107          |
| 8.  | Fred and the Scary Movie        | Horror                  | Jonathan Judge   | Josh Herman és Adam Schwartz     | 2012. március 9.   | 2012. december 19. | 108          |
| 9.  | Best Freds Forever              | A Legjobb barát         | Jonathan Judge   | Ed Bedrosian                     | 2012. március 16.  | 2012. december 20. | 109          |
| 10. | Six Degrees of Kevin's Bacon    | Oda-Vissza vágja        | Jonathan Judge   | Anthony Q. Farrell               | 2012. március 31.  | 2012. december 21. | 110          |
| 11. | The Tutor                       | Korrepetálás            | Dave Payne       | Lanny Horn és Josh Silverstein   | 2012. március 31.  | 2012. december 24. | 111          |
| 12. | Class Election                  | Választás               | Jonathan Judge   | Lanny Horn és Josh Silverstein   | 2012. április 6.   | 2012. december 27. | 114          |
| 13. | Class Election                  | Választás               | Jonathan Judge   | Lanny Horn és Josh Silverstein   | 2012. április 13.  | 2012. december 28. | 115          |
| 14. | Fred's All-Nighter              | Virrasztás              | Dave Payne       | Dave Ihlenfeld és David Wright   | 2013. április 23.  | 2012. december 25. | 112          |
| 15. | UltraMomma                      | UltraMama               | Dave Payne       | Lanny Horn és Josh Silverstein   | 2013. április 24.  | 2012. december 26. | 113          |
| 16. | Flour Baby                      | Liszt Baba              | Jonathan Judge   | Laura House                      | 2012. április 25.  | 2012. december 31. | 116          |
| 17. | No Clue                         | Nyom nélkül             | Dave Payne       | Josh Herman és Adam Schwartz     | 2012. április 26.  | 2013. január 1.    | 117          |
| 18. | The Battle of Little Figglehorn | A Nagy csata            | Dave Payne       | Chuck Hayward                    | 2012. április 27.  | 2013. január 2.    | 118          |
| 19. | Fred Gets a Pet                 | A Házi kedvenc          | Dave Payne       | Dave Ihlenfeld és David Wright   | 2012. július 30.   | 2013. január 3.    | 119          |
| 20. | A Visit From Grandma            | Az öreg lány látogatása | Lance W. Lanfear | Amy Engelberg és Wendy Engelberg | 2012. július 31.   | 2013. január 4.    | 120          |
| 21. | Fred Gets Trapped               | Pincébe zárva           | Lance W. Lanfear | Dave Ihlenfeld és David Wright   | 2012. augusztus 1. | 2013. január 7.    | 121          |
| 22. | Spirit of the 90's              | A 90-es évek            | Lance W. Lanfear | Laura House                      | 2012. augusztus 2. | 2013. január 8.    | 122          |
| 23. | Freddy and The Figglettes       | Fred-i és a Függelékek  | Dave Payne       | Lanny Horn és Josh Silverstein   | 2012. augusztus 3. | 2013. január 9.    | 123          |
| 24. | Freddy and The Figglettes       | Fred-i és a Függelékek  | Dave Payne       | Lanny Horn és Josh Silverstein   | 2012. augusztus 3. | 2013. január 10.   | 124          |